# Ziemia 2
Earth 2 – 22-odcinkowy, amerykański serial science-fiction nadawany oryginalnie na kanale NBC od 6 listopada 1994 do 4 czerwca 1995.

## Opis fabuły
W roku 2192 większość ludzi opuściła Ziemię i zamieszkuje na ogromnych stacjach kosmicznych. Tylko niewielka liczba ludności pozostała na powierzchni Ziemi, mimo panujących na niej niekorzystnych warunków środowiska.
Syn bogatej i wpływowej Devon Adair – ośmioletni Ulysses cierpi na rzadką i nieuleczalną chorobę, której istnieniu zaprzeczają lekarze. Jej przyczyną nie są wirusy czy bakterie tylko brak świeżego powietrza, czystej wody... Zapadają na nią tylko nowo urodzone dzieci, które dożywają później tylko do 9 roku życia.
Gotowa na wszystko by ocalić życie swego syna Devon wprowadza w życie Projekt Eden. Jego zadaniem jest odnalezienie podobnej do Ziemi planety i przeniesienie tam kolonii ludzkiej. Ponad 200 innych rodzin z chorymi dziećmi zamierza podążyć za Devon na oddaloną o 22 lata świetlne planetę G889, na kontynent zwany Nową Pacyfiką, gdzie warunki są bardzo zbliżone do ziemskich. Cały projekt spotyka się jednak z niechęcią rządu, który go monitoruje i potajemnie infiltruje jego uczestników.
8 godzin przed startem promu kosmicznego okazuje się, że na jego pokładzie może znajdować się bomba. Załodze udaje się ją odnaleźć i rozbroić zanim eksplodowała. 22 lata później pasażerowie i załoga Projektu Eden zostają wybudzeni przez komputer i odkrywają, że ich podróż dobiegła końca – dotarli na orbitę wokół G889. Z powodu rządowego sabotażu nie mogą jednak właściwie wylądować na powierzchni planety i rozbijają się wiele tysięcy mil od Nowej Pacyfiki. Wkrótce odkrywają, że ich żywność i inne zapasy zostały skradzione a oni sami nie są jedynymi mieszkańcami "Ziemi 2".
Tuż po przybyciu koloniści wchodzą w kontakt z pół-inteligentnymi zwierzętami zwanymi Grendlerami, kupcami i zbieraczami, których ślina ma silne właściwości lecznicze. W dalszej podróży natykają się również na Terrian – przedstawicieli obcego, żyjącego pod ziemią, inteligentnego gatunku. Związek tych stworzeń z planetą zdaje się być iście symbiotyczny, a oni sami kontaktują się z kolonistami poprzez sny.
W kolejnych odcinkach serialu bohaterowie odkrywają, że nie są jedynymi ludźmi na G889. Planeta ta była już wcześniej penetrowana przez rząd, który zsyłał na nią najniebezpieczniejszych więźniów. Mieli oni pomóc w kolonizacji i wytępieniu Terrian, co jednak okazało się niemożliwe bez szkodzenia samej planecie. Ulysses, którego Terrianie uleczyli zaczyna nabywać nowe zdolności, jego organizm mutuje, staje się łącznikiem między ludźmi a Terrianami.
Wśród członków projektu Eden znajdują się między innymi mechanik John Danziger i jego młoda córka True, którzy wcześniej pracowali na stacji kosmicznej; Alonzo Solace – utalentowany pilot; doktor Julia Heller – lekarka bez doświadczenia, która, jak się później okazało, była agentem rządowym; Yale – były skazaniec, cyborg ze skasowaną pamięcią służący teraz jako nauczyciel; Morgan Martin – nieudolny i tchórzliwy urzędnik nadzorujący Projekt Eden oraz jego żona Bess, której ojciec był górnikiem.

## Obsada
- Devon Adair — Debrah Farentino
- Ulysses Adair — Joey Zimmerman
- Yale — Sullivan Walker
- John Danziger — Clancy Brown
- True Danziger — J. Madison Wright
- Julia Heller — Jessica Steen
- Alonzo Solace — Antonio Sabato Jr.
- Morgan Martin — John Gegenhuber
- Bess Martin — Rebecca Gayheart

## Odcinki
Kolejność emisji odcinków nie pokrywa się z kolejnością ich produkcji. Z niewiadomych przyczyn dwa przedostatnie odcinki nie zostały wyemitowane według daty nakręcenia co skutkuje brakiem chronologii (odcinkiem szóstym w serii powinien być "Natural Born Grendlers", przedostatnim "Flower Child" a ostatnim "All About Eve").
| # odcinka | Oryginalna data emisji | Tytuł                               |
| --------- | ---------------------- | ----------------------------------- |
| 1         | 6 listopada 1994       | First Contact (1)                   |
| 2         | 6 listopada 1994       | First Contact (2)                   |
| 3         | 13 listopada 1994      | The Man Who Fell to Earth           |
| 4         | 20 listopada 1994      | Life Lessons                        |
| 5         | 27 listopada 1994      | Promises, Promises                  |
| 6         | 4 grudnia 1994         | A Memory Play                       |
| 7         | 11 grudnia 1994        | Water                               |
| 8         | 18 grudnia 1994        | The Church of Morgan                |
| 9         | 8 stycznia 1995        | The Enemy Within                    |
| 10        | 22 stycznia 1995       | Redemption                          |
| 11        | 5 lutego 1995          | Moon Cross                          |
| 12        | 19 lutego 1995         | Better Living Through Morganite (1) |
| 13        | 26 lutego 1995         | Better Living Through Morganite (2) |
| 14        | 5 marca 1995           | Grendlers in the Myst               |
| 15        | 12 marca 1995          | The Greatest Love Story Never Told  |
| 16        | 26 marca 1995          | Brave New Pacifica                  |
| 17        | 2 kwietnia 1995        | After the Thaw                      |
| 18        | 23 kwietnia 1995       | The Boy Who Would Be Terrian King   |
| 19        | 23 kwietnia 1995       | Survival of the Fittest             |
| 20        | 21 maja 1995           | All About Eve                       |
| 21        | 28 maja 1995           | Natural Born Grendlers              |
| 22        | 4 czerwca 1995         | Flower Child                        |